# Szuwar szerokopałkowy
Szuwar pałki szerokolistnej, szuwar szerokopałkowy, zespół pałki szerokolistnej (Typhetum latifoliae) – syntakson w randze zespołu budowany przez słodkowodny makrofit: pałkę szerokolistną. Należy do klasy zespołów szuwarowych Phragmitetea.

## Charakterystyka
Szuwar zajmujący stosunkowo płytkie (kilkadziesiąt–sto kilkadziesiąt cm głębokości) wody stojące lub wolno płynące – od starorzeczy i zbiorników astatycznych po strefę litoralną jezior. Wymaga wód i podłoży stosunkowo żyznych (jeziora eutroficzne, zbiorniki śródpolne). Typowe podłoże to gytia lub torf. Odczyn wody zbliżony do obojętnego. Dominuje pałka szerokolistna, jednak zbiorowisko jest zwykle bogate florystycznie.
W małych zbiornikach może pokrywać całą powierzchnię, w większych sąsiaduje ze zbiorowiskami roślin typowo wodnych, a od strony lądu z innymi zbiorowiskami szuwarowymi. Czasem przechodzi w zbiorowisko Thelypteridi-Phragmitetum.
Zespół cechuje się znaczną produkcją biomasy i odgrywa istotną rolę w wypłycaniu zbiorników wodnych.
Występowanie
W Polsce pospolite na terenie całego kraju.
Charakterystyczna kombinacja gatunków
ChAss. : pałka szerokolistna (Typha latifoliae).
ChAll. : tatarak zwyczajny (Acorus calamus), sitowiec nadmorski (Bulboschoenus maritimus), łączeń baldaszkowy (Butomus umbellatus), kropidło wodne (Oenanthe aquatica), rzepicha ziemnowodna (Rorippa amphibia), strzałka wodna (Sagittaria sagittifolia), oczeret jeziorny (Schoenoplectus lacustris), jeżogłówka pojedyncza (Sparganium emersum), jeżogłówka gałęzista (Sparganium erectum).
ChCl. : żabieniec babka wodna (Alisma plantago-aquatica), ponikło błotne (Eleocharis palustris), skrzyp bagienny (Equisetum fluviatile), manna mielec (Glyceria maxima), trzcina pospolita (Phragmites australis), szczaw lancetowaty (Rumex hydrolapathum), oczeret Tabernemontana (Schoenoplectus tabernaemontani), marek szerokolistny (Sium latifolium), pałka szerokolistna (Typha latifolia).
Typowe gatunki
Charakterystyczna kombinacja gatunków zbiorowiska ma znaczenie dla diagnostyki syntaksonomicznej, jednak nie wszystkie składające się na nią gatunki występują często. Dominantem jest pałka szerokolistna. Inne częściej występujące gatunki to: trzcina pospolita, skrzyp bagienny, manna mielec, szczaw lancetowaty, żabieniec babka wodna, rzęsa drobna, rzęsa trójrowkowa, żabiściek pływający i krwawnica pospolita.